# Manucodia jobiensis
Manucodia jobiensis là một loài chim trong họ Paradisaeidae.